# Manuel Rebelo (compositor)
Manuel Rebelo (Avis, ca. 1575 — Évora, 1647) foi um compositor português renascentista.

## Biografia
Manuel Rebelo nasceu em Avis (então Aviz) por volta do ano 1575.
Manuel Rebelo estudou com Manuel Mendes e, por volta de 1596, tornou-se Mestre de Capela da Sé Catedral de Évora, cargo que manteve até à sua morte, apesar dos esforços para o demitir devido à sua idade. Em 1644 ele foi referido pelo poeta Manuel de Faria e Sousa em Madrid como um dos quatro melhores compositores portugueses, sendo os outros três: Manuel Mendes (compositor), Manuel Cardoso e Duarte Lobo.  A 16 de Abril de 1647 o rei João IV de Portugal ofereceu-lhe um dote para a sua sobrinha.
Manuel Rebelo morreu em Évora no ano de 1647, antes de 6 de Novembro.

## Obra musical
O Index da livraria musical do rei D. João IV (1649) refere-o como compositor de uma Missa a 12 partes, a Missa primi toni, quatro Miserere do 4º tom para três coros, 2 sequências da Ave Regina Coelorum, para quatro e oito vozes, respectivamente, um Ave Virgo Gratiosa para seis vozes, o salmo Omnes Gentes plaudite manibus, a oito partes, Parce Mihi a seis vozes, Laudate Dominum a três vozes, Quommodo Sedet Sola Civitas a 3 e a 5 vozes, Domine Quando Veritas a quatro vozes, e sete villancicos (um deles em dialecto negro) para três a oito vozes.
O seu verso de Magnificat primi toni para quatro vozes sobreviveu (in P-EVc, Livro de Coro 3, atribuído a Manoel Rebelo). O Sanctus da sua Missa a cinco partes está no mesmo Livro de Coro, e está transposto para o modo Dórico. Trata-se de uma música de considerável poder expressivo.